# Pholidochris quedenfeldti
Pholidochris quedenfeldti är en skalbaggsart som beskrevs av Brenske 1892. Pholidochris quedenfeldti ingår i släktet Pholidochris och familjen Melolonthidae. Utöver nominatformen finns också underarten P. q. ivorensis.